# Burkat Shudi
Shudi est le nom d'une famille de facteurs de clavecins anglais actifs au XVIIIe siècle  dont l'entreprise, par héritage, devint la firme Broadwood : la production se tourna, au début du XIXe siècle vers la fabrication de pianos.
Le fondateur, Burkat Shudi (1702-1773) était un Suisse allemand né à Schwanden dans le canton de Glaris. Il s'appelait alors Burckhardt Tschudi. Apprenti menuisier, il émigra  à Londres en 1718, travailla pour un facteur de clavecins nommé Hermann Tabel  avant de s'établir à son propre compte, de fonder en Angleterre sa famille et d'angliciser son nom. Il eut sept enfants dont un fils, Burkat le jeune, fut aussi facteur de clavecins et une fille, Barbara, qui devait épouser John Broadwood. 
Shudi travaillait dans l'entourage de Haendel et de son associé dans le montage d'opéras John Jacob Heidegger. Ses instruments furent recherchés par les amateurs fortunés de la grande bourgeoisie et de la noblesse (il en fabriqua cinq pour Frédéric II de Prusse, et l'un fut joué par le jeune Mozart et sa sœur lors de leur passage à Londres). D'autres clients fameux : le Prince de Galles, l'impératrice Marie-Thérèse d'Autriche, Franz Joseph Haydn, etc.
Il mit au point plusieurs perfectionnements techniques : l'installation de persiennes manœuvrables au-dessus de la table d'harmonie dotait l'instrument de possibilités expressives (système dit Venetian swell), le dispositif dit machine stop permettait de préparer puis de changer la registration de façon instantanée. L'un de ses instruments, actuellement à Fenton House (Londres) a une étendue inhabituelle de 66 notes, commençant au do grave. 

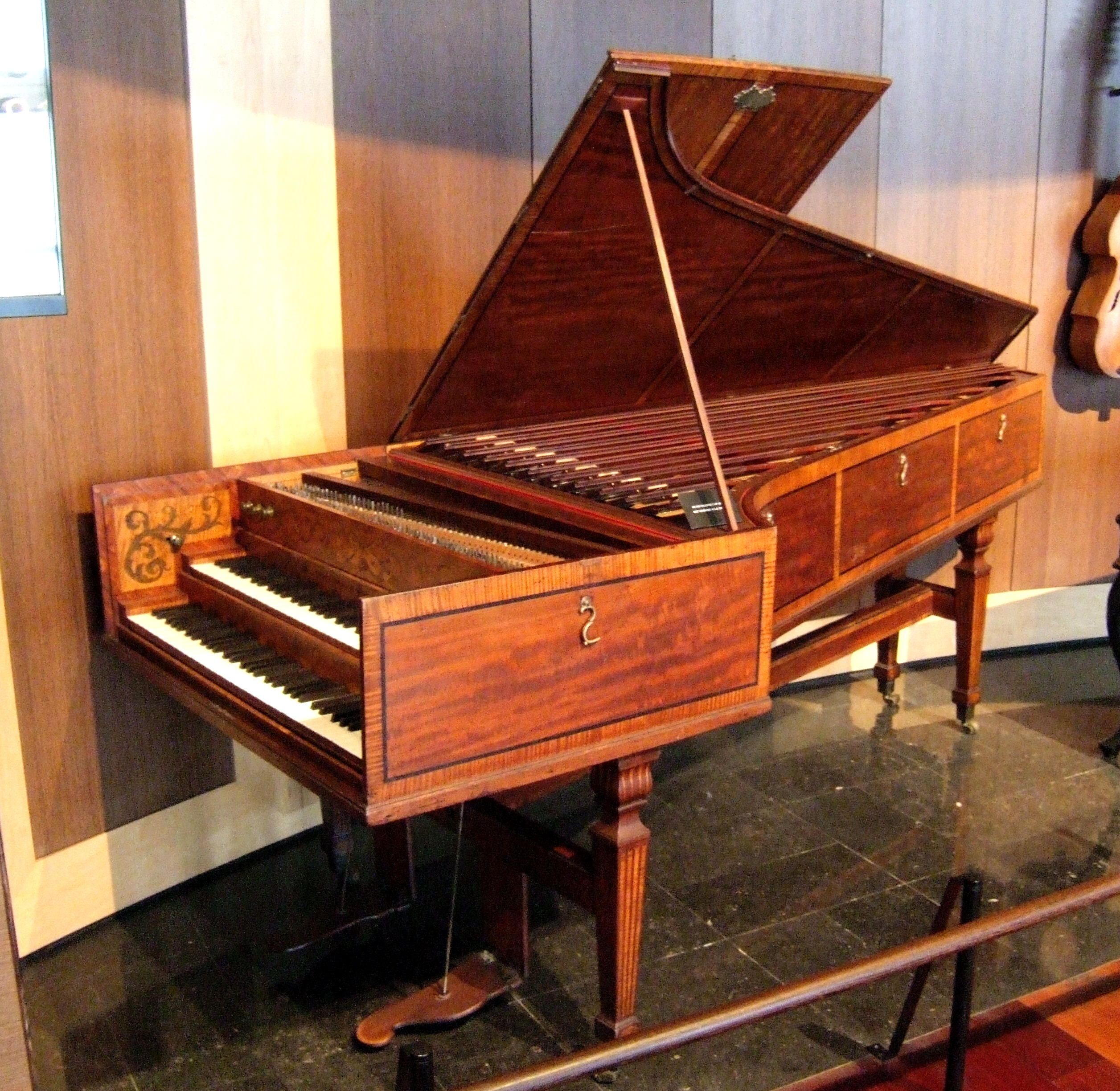
Clavecin de Burkat Shudi (1773) muni du Venetian swell
Bruxelles, Musée des Instruments de Musique

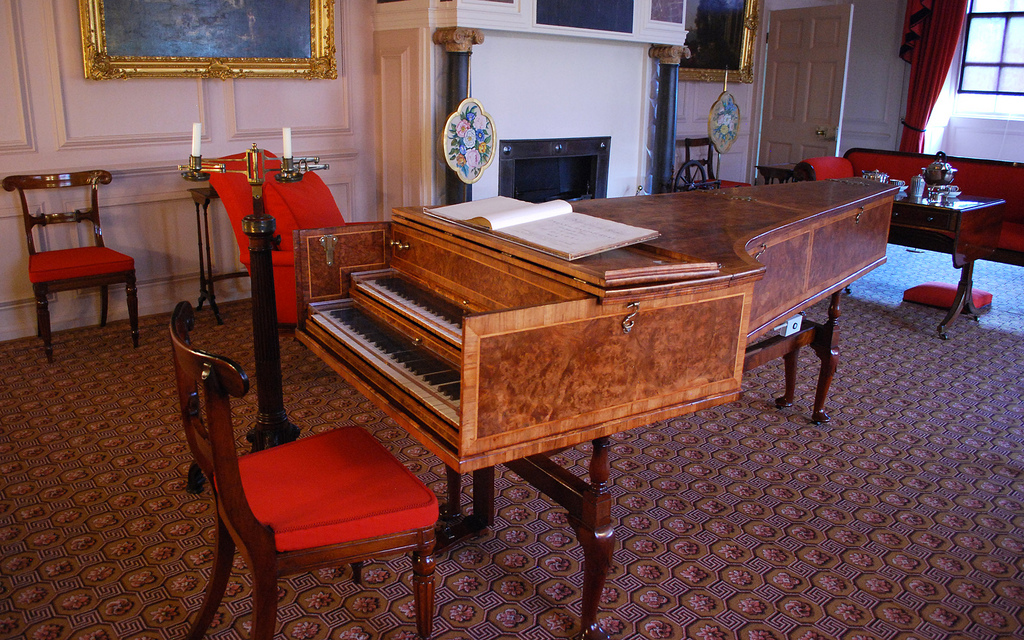
Clavecin de Burkat Shudi (1740)
construit pour le roi George III
Londres, Kew Gardens